# جیسون برنهام
جیسون برنهام (انگلیسی: Jason Burnham؛ زادهٔ ۸ مهٔ ۱۹۷۳) بازیکن فوتبال اهل بریتانیا است.
از باشگاه‌هایی که در آن بازی کرده‌است می‌توان به باشگاه فوتبال نورث‌همپتون تاون و باشگاه فوتبال ووستر سیتی اشاره کرد.